# Balian Makmur
Balian Makmur is een bestuurslaag in het regentschap Ogan Komering Ilir van de provincie Zuid-Sumatra, Indonesië. Balian Makmur telt 1770 inwoners (volkstelling 2010).